# پرو (ایندیانا)
پرو (به انگلیسی: Peru) شهری در میامی کانتی، ایالت ایندیانا، ایالات متحده آمریکا است.

## جغرافیا
پرو در موقعیت ۴۰°۴۵′۲۸″ شمالی ۸۶°۴′۴″ غربی / ۴۰٫۷۵۷۷۸°شمالی ۸۶٫۰۶۷۷۸°غربی قرار گرفته است. این شهر مساحتی در حدود ۱۲٫۱ کیلومتر مربع دارد. در سرشماری سال ۲۰۱۰، جمعیت این شهر ۱۱٬۴۱۷ نفر اعلام شد.